# Tiny Mix Tapes
Tiny Mix Tapes (également TMT ou tinymixtapes) est un webzine consacré à la musique et au cinéma qui se concentre principalement sur les nouveautés musicales et les informations connexes. En plus de ses critiques, il est connu pour ses nouvelles subversives, politiques et parfois surréalistes, ainsi que pour son podcast et son générateur de mixtapes.

## Histoire
Intitulé à l'origine Tiny Mixtapes Gone to Heaven et hébergé sur GeoCities, le webzine déménage vers son domaine actuel en 2001. Tiny Mix Tapes est une critique sur Metacritic.
L'équipe de rédaction est composée de bénévoles qui utilisent souvent des pseudonymes (tels que Wolfman, Mango Starr, Chizzly St. Claw et Filmore Mescalito Holmes). Certains collaborateurs, comme Rebecca Armendariz et Alex Brown, se présentent sous leur vrai nom. Son cofondateur et rédacteur en chef, Marvin Lin, réside à Minneapolis, il écrit sous le pseudonyme de Mr. P. Les critiques musicales, les articles de fond, les actualités, les films, les bandes dessinées et les rubriques DeLorean, Cerberus et Automatic Mix Tapes sont respectivement rédigés par Jay, Gumshoe, Dan Smart, Benjamin Pearson, Keith Kawaii, JSpicer, Trillian et Pliny the Elder.
Ils ont été cités par le Guardian, entre autres publications.
Le 6 janvier 2020, Tiny Mix Tapes annonce qu'il prend une « pause bien nécessaire ».

## Contenu
Tiny Mix Tapes propose des nouvelles, des critiques musicales, des critiques de films et des chroniques. La section DeLorean passe en revue la musique sortie avant la création du site, les albums que l'auteur considère comme « classiques » ou influents, ou de la musique plus ancienne.
De la même manière, la section Eureka se compose d'avis mis en évidence par le site comme étant particulièrement remarquables ou intéressants.
Il existe également une section consacrée aux interviews, aux articles, aux comptes-rendus de festivals, ainsi qu'un « Live Blog » dans lequel les rédacteurs font le point sur les concerts. En 2009, Tiny Mix Tapes ajoute une section « chroniques ».
Depuis 2008, Tiny Mix Tapes commence à critiquer des films et a désormais une section consacrée. Cette section comprend également des articles sur les cinéastes et d'autres nombreux sujets liés au cinéma.

### Générateur automatique de mixtapes
Le générateur automatique de mixtapes, ou AMG, a été créé pour offrir une communication bidirectionnelle avec le site web. Depuis 2002, les lecteurs peuvent soumettre un titre ou le thème d'une mixtape, et un groupe de bénévoles (appelés « Mix Robots ») compilera une liste de pistes. En raison du grand nombre de demandes et de leur redondance, toutes les demandes ne sont pas satisfaites. Les « Mix Robots » produisent et soumettent des listes de pistes répondant à la demande telle qu'ils l'interprètent. Les listes de pistes des mixtapes sont ensuite disponibles sur le site web. La plupart des chansons figurant sur les mixtapes proviennent de groupes/musiciens indépendants ou underground. En 2008, Trillian, la rédactrice en chef d'AMG, a participé à l'émission de radio Talk of the Nation (en) pour parler des mixes de la Saint-Valentin.

### Chocolate Grinder
Début 2009, Tiny Mix Tapes lance un podcast intitulé Chocolate Grinder. Publié environ deux fois par mois, chaque épisode voit un auteur rassembler dix nouveaux titres qu'il souhaite mettre en lumière et les mixer sous forme de flux continu ou de téléchargement. Les morceaux sont mis à disposition pour le streaming ou le téléchargement dans un seul fichier continu avec un nom unique. Actuellement, Chocolate Grinder reste un élément essentiel du contenu médiatique quotidien de Tiny Mix Tapes, qui comprend des vidéos, des flux musicaux, des premières sur Internet, des sites Web interactifs, etc.

### Compilation caritative
En avril 2009, le site commence à vendre une compilation CD/LP au profit des victimes de la guerre du Darfour. Cette compilation comprenait 11 chansons exclusives.

### Humour et politique
Le 30 mars 2007, Tiny Mix Tapes annonce l'organisation d'un festival dans le Minnesota. Lors de ce festival, le groupe indé Neutral Milk Hotel, dissous depuis longtemps, est annoncé comme tête d'affiche, « se réunissant partout sur vos Cheerios ». Au milieu d'une avalanche de blogs et d'articles contestant la légitimité de l'événement dans Billboard et Prefix, le festival se révèle être un poisson d'avril plus tard dans la journée.

## Album de l'année
| Année | Artiste               | Album                                   | Top 5 Albums | Source |
| ----- | --------------------- | --------------------------------------- | --- | ------ |
| 2007  | Panda Bear            | Person Pitch (en)                       | 1. Radiohead - In Rainbows 2. Battles - Mirrored 3. Animal Collective - Strawberry Jam 4. Deerhunter - Cryptograms (en)                                                                                         | [ 20 ] |
| 2008  | Deerhunter            | Microcastle (en) / Weird Era Cont. (en) | 1. Portishead - Third 2. TV on the Radio - Dear Science 3. Fleet Foxes - Fleet Foxes 4. The Music Tapes (en) - Music Tapes for Clouds and Tornadoes (en)                                                        | [ 21 ] |
| 2009  | Animal Collective     | Merriweather Post Pavilion              | 1. Dirty Projectors - Bitte Orca 2. Sunn O))) - Monoliths & Dimensions (en) 3. Oneohtrix Point Never - Zones Without People (en) 4. Raekwon - Only Built 4 Cuban Linx... Pt. II                                 | [ 22 ] |
| 2010  | Zs (en)               | New Slaves                              | 1. Ariel Pink's Haunted Graffiti - Before Today (en) 2. Swans - My Father Will Guide Me up a Rope to the Sky (en) 3. Flying Lotus - Cosmogramma (en) 4. Big Boi - Sir Lucious Left Foot: The Son of Chico Dusty | [ 23 ] |
| 2011  | Oneohtrix Point Never | Replica (en)                            | 1. James Blake - James Blake 2. Colin Stetson - New History Warfare Vol. 2: Judges (en) 3. The Caretaker - An Empty Bliss Beyond This World (en) 4. DJ Diamond - Flight Muzik                                   | [ 24 ] |
| 2012  | Scott Walker          | Bish Bosch                              | 1. Dean Blunt (en) & Inga Copeland (en) - Black Is Beautiful (en) 2. Swans - The Seer (en) 3. Mount Eerie (en) - Clear Moon (en) / Ocean Roar (en) 4. Laurel Halo - Quarantine (en)                             | [ 25 ] |
| 2013  | Oneohtrix Point Never | R Plus Seven (en)                       | 1. Dean Blunt (en) - The Redeemer (en) 2. Julia Holter - Loud City Song (en) 3. Pharmakon (en) - Abandon 4. Kanye West - Yeezus                                                                                 | [ 26 ] |
| 2014  | Dean Blunt (en)       | Black Metal (en)                        | 1. Grouper - Ruins (en) 2. GFOTY (en) - Secret Mix 3. Scott Walker & Sunn O))) - Soused (en) 4. 5. Kevin Drumm & Jason Lescalleet - The Abyss                                                                   | [ 27 ] |
| 2015  | Arca                  | Mutant (es)                             | 1. Young Thug - Barter 6 (en) 2. James Ferraro - Skid Row (en) 3. Kendrick Lamar - To Pimp a Butterfly 4. Oneohtrix Point Never - Garden of Delete (en)                                                         | [ 28 ] |
| 2016  | Babyfather (en)       | BBF Hosted By DJ Escrow                 | 1. Lolina (en) - Live in Paris 2. Kanye West - The Life of Pablo 3. Arca - Entrañas 4. Frank Ocean - Blonde / Endless                                                                                           | [ 29 ] |
| 2017  | Mount Eerie (en)      | A Crow Looked at Me (en)                | 1. Yves Tumor (en) - Experiencing the Deposit of Faith 2. Arca - Arca (es) 3. Charli XCX - Number 1 Angel (en) 4. Klein (en) - Tommy (en)                                                                       | [ 30 ] |
| 2018  | Sophie                | Oil of Every Pearl's Un-Insides         | 1. Yves Tumor (en) - Safe in the Hands of Love 2. Lolina (en) - The Smoke 3. Charli XCX - Pop 2 4. Tirzah (en) - Devotion (en)                                                                                  | [ 31 ] |

| Décennie    | Artiste      | Album                          | Top 5 Albums | Source |
| ----------- | ------------ | ------------------------------ | --- | ------ |
| Années 2000 | Radiohead    | Kid A                          | 1. Animal Collective - Sung Tongs (en) 2. Lightning Bolt - Wonderful Rainbow 3. Madvillain - Madvillainy 4. The Microphones - Mount Eerie (en)                          | [ 32 ] |
| Années 2010 | Chuck Person | Chuck Person's Eccojams Vol. 1 | 1. Dean Blunt (en) & Inga Copeland (en) - Black Is Beautiful (en) 2. Kanye West - Yeezus 3. Sophie - Oil of Every Pearl's Un-Insides 4. DJ Rashad - Just a Taste Vol. 1 | [ 33 ] |